# 佩斯科維采

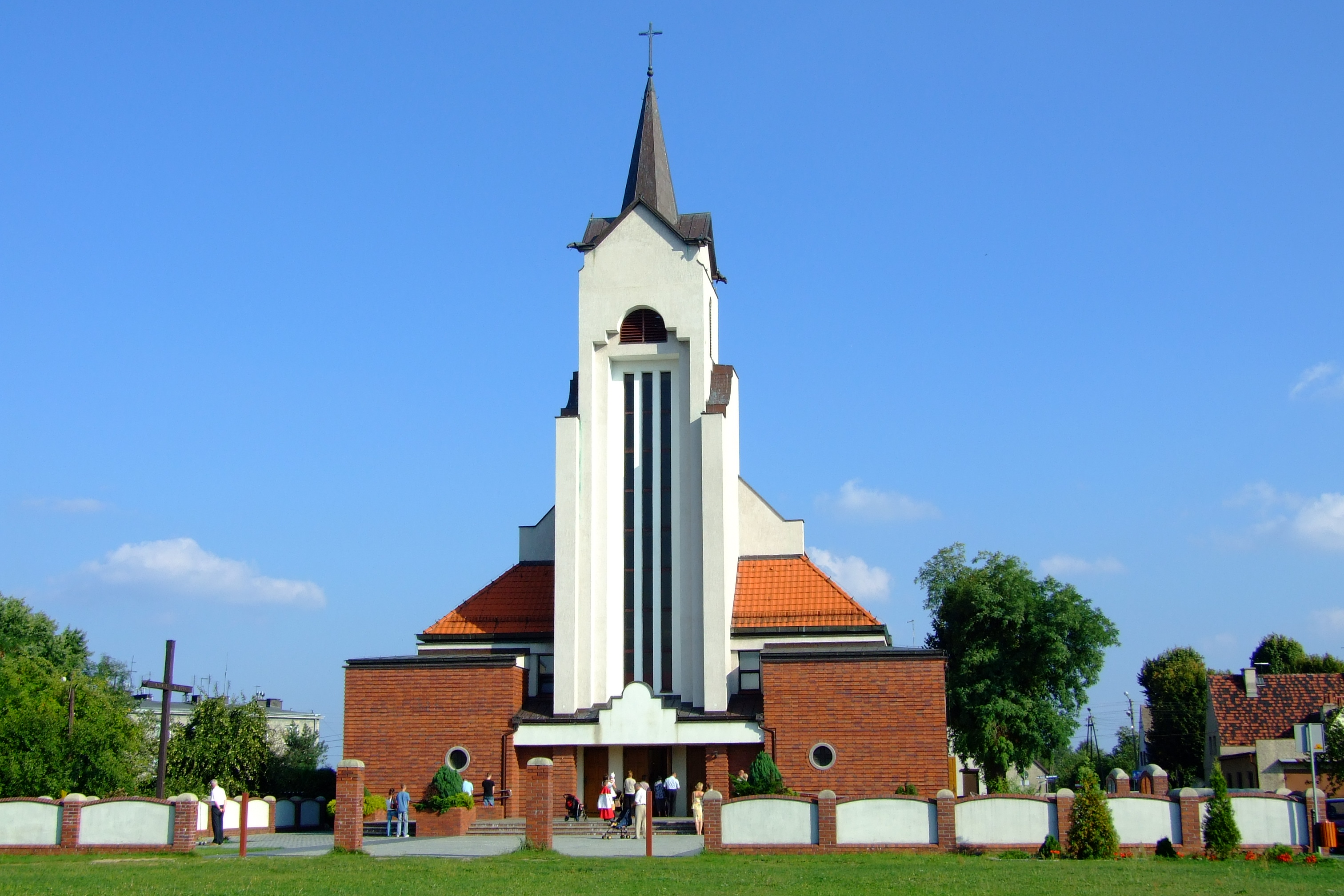

佩斯科維采（波兰语：Pyskowice；德语：Peiskretscham）是波蘭的城鎮，位於該國南部，毗鄰首府卡托維茲，由西里西亞省負責管轄，面積31.89平方公里，鎮上的大會堂於1822年啟用，2008年人口19,104。

## 友好城市
- 法國 拉里卡马里

## 外部連結
- Webpage of the town （页面存档备份，存于） (Polish, English, German)
- Peiskretscham Website （页面存档备份，存于） （德文）
- Jewish Community in Pyskowice （页面存档备份，存于） on Virtual Shtetl

50°24′N 18°38′E / 50.400°N 18.633°E